# Novaranea laevigata
Novaranea laevigata är en spindelart som först beskrevs av Arthur Urquhart 1891.  Novaranea laevigata ingår i släktet Novaranea och familjen hjulspindlar. Inga underarter finns listade i Catalogue of Life.